# Heteropternis thoracica
Heteropternis thoracica är en insektsart som först beskrevs av Walker, F. 1870.  Heteropternis thoracica ingår i släktet Heteropternis och familjen gräshoppor. Inga underarter finns listade i Catalogue of Life.